# Pteridinium
Pteridinium ist ein Fossil des späten Ediacariums, das zu den Erniettomorpha gerechnet wird und sowohl der Weißen-Meer-Gemeinschaft als auch der Nama-Gemeinschaft angehört.

## Etymologie
Pteridium bzw. Pteridinium leitet sich ab vom altgriechischen Pteron (πτερόν, „Flügel“) in Anspielung an die flügelförmige Gestalt des Organismus.

## Forschungsgeschichte
Das Typusfossil Pteridinium simplex wurde 1930 erstmals von Georg Gürich wissenschaftlich beschrieben. Es tritt im Kliphoek Member der Nama Group in der Nähe der Aar-Farm bei Aus auf. Gürich benannte das Fossil ursprünglich Pteridium. Da diese Bezeichnung aber bereits 1777 von Giovanni Antonio Scopoli für die Gattung der Adlerfarne benutzt worden war, wurde sie 1933 in Pteridinium geändert.

## Vorkommen
Pteridinium ist relativ häufig in Ablagerungen des ausgehenden Präkambriums anzutreffen, insbesondere in Namibia (Typlokalität), in Südaustralien, in China und am Weißen Meer in Russland. Das Fossil tritt ferner in North Carolina und in den Northwest Territories Kanadas auf.
Die Fundstätten im Einzelnen:
- Kliphoek Member der Nama Group in Namibia (Typlokalität)
- Ediacara Member in der Flinderskette, Südaustralien[2]
- Shibantan Member der Dengying-Formation, Yangtse-Kraton, China (bei Wuhe in der Nähe von Zigui)[3]
- McManus-Formation im Stanly County, North Carolina[4]
- Blueflower-Formation in den Mackenzie Mountains, nordwestliches Kanada[5]
- Verkhovka-Formation am Weißen Meer in Russland[6]

## Beschreibung
Adolf Seilacher (1984) sieht in Pteridinium eine Gattung der Vendobionten, die sich vor allem durch ihren gesteppt wirkenden (englisch quilted) Körperaufbau auszeichnen. Die gesteppten Segmente konnten sich ähnlich wie bei einer Luftmatratze mit Flüssigkeit füllen und anschwellen, wobei der hydrostatische Druck der Körperflüssigkeit die Außenhaut der einzelnen Segmente gespannt hielt. Pteridinium ist das beste Beispiel für diesen Bauplan, der praktisch bei allen Fossilien des Ediacariums verwirklicht ist. Es lassen sich bei den Vendobionten in Serie angeordnete Segmente und fraktal organisierte Segmente unterscheiden, weiteres Unterscheidungsmerkmal bei den Vendobionten ist das Vorhandensein oder Nichtvorhandensein eines Stiels. Pteridinium als ungestielter Typus ist ein Musterbeispiel für die erste Organisationsform (die vergleichbare Swartpuntia ist gestielt).
Der Körper von Pteridinium besteht aus drei fahnenförmigen Loben (englisch vanes), die gewöhnlicherweise flach gedrückt sind, so dass meist nur noch zwei der Loben erkennbar sind, der oft ins Sediment ragende Zentrallobus wird meist von der Zentralachse (englisch seam) verdeckt. Jeder Lobus wird von parallel verlaufenden Rippen aufgebaut, die in der Zentralachse der drei Loben mit einer Zickzack-Naht ansetzen. Oft sind die seitlichen Fahnenloben hochgebogen und bilden dann eine bootsförmige, kanu-artige Struktur mit einer zentral verlaufenden Trennwand.
Selbst bei sehr gut erhaltenen Fossilien können weder Mund, After, Augen, Beine, Antennen noch andere Fortsätze oder Organe ausgemacht werden. Pteridinium wuchs wahrscheinlich durch Hinzufügen vollkommen neuer Abschnitte an beiden Enden. Die Vergrößerung bereits bestehender individueller Segmente dürfte hingegen nur unwesentlich zum Wachstum beigetragen haben.

## Verwandtschaftliche Stellung
Pteridinium wurde ursprünglich als primitives Nesseltier (Cnidaria) angesehen, dies erscheint aber mittlerweile als fraglich. So interpretierte Hans Dieter Pflug (1994) den Organismus als Koloniebildner und  Adolf Seilacher und Kollegen  (2003) sahen in ihm einen riesigen, einzelligen Protisten mit Affinität zu modernen Xenophyophoren. Retallack (1994) meinte gar eine Verwandtschaft zu Flechten zu erkennen und Glaessner (1984) deutete Pteridinium als primitiven tierischen Organismus.
Die verwandtschaftlichen Beziehungen zu anderen Taxa der Ediacara-Biota liegen somit weiterhin im Dunkeln, Übergangsglieder sind nicht bekannt. Eine vage Ähnlichkeit besteht mit Dickinsonia und Spriggina, die einige der rätselhaften Charaktermerkmale von Pteridinium teilen, wie beispielsweise die versetzte Gleitspiegelsymmetrie seiner Segmente. Von Pteridinium sind keine Nachfahren bekannt.

## Taxonomie
Die Gattung Pteridinium besitzt folgende Taxa:
- Pteridinium simplex (Typusfossil)
- Pteridinium nenoxa
- Pteridinium carolinaensis

## Habitat
In Lebendposition aufgefundene Fossilien lassen vermuten, dass Pteridinium ein Flachmeerbewohner war und epibiont auf der von Mikrobenmatten bedeckten Sedimentoberfläche lag – in etwa vergleichbar mit Charniodiscus – partiell endobiont im Sediment unterhalb der Mikrobenmatten eingegraben war – vergleichbar mit Ernietta – oder voll endobiont als endobenthischer Organismus im Sediment eingegraben lebte. Kriechspuren sind unbekannt. Es lässt sich nicht entscheiden, ob Pteridinium Photosynthese betrieb oder sich  mittels Osmose ernährte.
Pteridinium ist oft mit gestörten Sedimentkörpern assoziiert, erkennbar an Tellerstrukturen, Rutschungen und dergleichen. Der Organismus liegt dann verbogen oder verfaltet vor, wobei Rückfaltungen bis zu 180° beobachtet werden können. Selbst einander durchkreuzende Verwachsungen mehrerer Individuen sind bekannt.

## Alter
Pteridinium tritt im Fossilbericht erstmals in der mit 558 Millionen Jahren BP datierten Verkhovka-Formation in Russland auf. Als eines der jüngsten Fossilien der Ediacara-Biota überlebte das Taxon bis 543 Millionen Jahre BP und somit bis fast ans Ende des Ediacariums.  Die Funde an der Typlokalität in Namibia sind etwas älter als 547 Millionen Jahre BP.